# Diocèse de Grand Island
Le diocèse de Grand Island est un diocèse de l'Église catholique au Nebraska aux États-Unis. Son siège est la cathédrale de la Nativité de la Bienheureuse Vierge Marie de Grand Island. Il fait partie de la province ecclésiastique d'Omaha. De 1912 à 1917, il portait le nom de diocèse de Kearney.

## Histoire
Le 6 janvier 1857, le pape Pie IX a érigé le vicariat apostolique du Nebraska (de nos jours, l'archidiocèse d'Omaha). Le 8 mars 1912, le pape Pie X a érigé le diocèse de Kearney à partir de territoires qui faisaient partie du diocèse d'Omaha. Le 13 mai 1916, le territoire du diocèse de Kearney a été élargi. Le 11 avril 1917, le siège diocésain a été transféré de Kearney à Grand Island et le nom du diocèse a été changé en conséquence.

## Liste des évêques
1. James Albert Duffy (en) (25 janvier 1913-7 mai 1931)
2. Stanislaus Vincent Bona (en) (18 décembre 1931-2 décembre 1944)
3. Edward Joseph Hunkeler (en) (10 mars 1945-31 mars 1951)
4. John Linus Paschang (en) (28 juillet 1951-25 juillet 1972)
5. John Joseph Sullivan (en) (25 juillet 1972-27 juin 1977)
6. Lawrence James McNamara (en) (10 janvier 1978-14 octobre 2004)
7. William Joseph Dendinger (en) (14 octobre 2004-14 janvier 2015)
8. Joseph G. Hanefeldt (en) (depuis le 14 janvier 2015)